# 大聖寺 (飯山市)
大聖寺（だいしょうじ）は、長野県飯山市にある曹洞宗の寺院。江戸時代初期の飯山藩主・堀家、佐久間家の菩提寺。創建は木曾義仲の臣、今井兼平の子孫によると伝わる。2015年、飯山藩主・佐久間安政、安長、安次三代の位牌が安置された。

## 交通アクセス
- JR東日本飯山線北飯山駅から徒歩すぐ